# Булунский улус

Физическая карта Булунского улуса

Булу́нский улу́с (райо́н) (якут. Булуҥ улууһа) — административно-территориальная единица (улус или район) и муниципальное образование (муниципальный район) в Республике Саха (Якутия) Российской Федерации.
Административный центр — посёлок городского типа Тикси.

## География
Площадь района — 223,6 тыс. км².
Расположен на севере Якутии, в низовьях рек Лена, Оленёк и Омолой. Относится к арктической группе улусов республики. В состав улуса входят Новосибирские острова.
Граничит на востоке с Усть-Янским и Верхоянским улусами на юге — с Эвено-Бытантайским и Жиганским, на западе — с Оленёкским и на северо-западе — с Анабарским.
На севере и северо-востоке омывается водами моря Лаптевых, Новосибирские острова — Восточно-Сибирским морем. Это один из наиболее крупных по площади улусов республики Саха.
Природные условия
По рельефу территория улуса разделена на две части. Западная часть (левый берег Лены) расположена на Северо-Сибирской низменности, характеризуется обширными низкими равнинными участками. Выделяются кряжи Чекановского и Прончищева, а также плато Кыстык. В восточной части (правом берегу Лены) преобладает горный рельеф: кряж Туора-Сис, Орулганский и Хараулахский хребты, входящие в Верхоянскую горную систему. Территория близкая к восточной границе улуса, в бассейне реки Омолой, представляет собой низменность с большим количеством озёр.
Крупными реками, протекающими через территорию улуса, являются реки Лена, Оленёк, Омолой и Хара-Улах. Река Лена при впадении в море Лаптевых образуют обширную дельту с многочисленными протоками, старицами, площадь которой равняется 3 млн гектаров.
Дельта реки Лены, побережье моря Лаптевых представляют собой арктическую тундру. Южнее зоны тундр располагается зона северо-таёжных лиственничных редкостойных лесов и редколесий.
Средняя температура января на побережье −32 °C, в глубине материка −40°, июля +7 на побережье и +13 °C на юге. Осадков выпадает 150—300 мм в год. В Тикси самый холодный месяц по средней и минимальной температуре-февраль, его средняя температура −39.2 °C, а минимальная −50,5 °C. Среднегодовая температура в Тикси −17,8 °C, средняя температура июля +2,9 °C, августа +3,6 °C.
На территории улуса расположен Усть-Ленский заповедник с уникальными легкоуязвимыми тундровыми биосообществами (около 400 видов растений, из них более 30 нуждающихся в защите, исключительное разнообразие рыб).

## История
Район образован 10 декабря 1930 года, по постановлению ВЦИК СССР о ликвидации Булунского округа и образовании на его базе четырёх национальных районов. Центром Булунского района стало село Кюсюр.
В 1957 году центр был переведён в Тикси. 18 июля 1959 года к Булунскому району была присоединена часть территории упразднённого Усть-Янского района.

## Население
| 1959   | 1970    | 1979    | 1989    | 2002  | 2007  | 2009  | 2010  | 2011  |
| ------ | ------- | ------- | ------- | ----- | ----- | ----- | ----- | ----- |
| 10 176 | ↗12 620 | ↗14 671 | ↗17 257 | ↘9775 | ↘9713 | ↘9075 | ↘9054 | ↗9139 |
| 2012   | 2013    | 2014    | 2015    | 2016  | 2017  | 2018  | 2019  | 2020  |
| ↗9419  | ↘8929   | ↘8507   | ↘8404   | ↘8366 | ↗8404 | ↘8339 | ↗8340 | ↗8513 |
| 2021   | 2022    | 2023    |         |       |       |       |       |       |
| ↘7706  | ↗7730   | ↗7997   |         |       |       |       |       |       |

### Урбанизация
В городских условиях (пгт Тикси) проживают 55,52 % населения района.

### Национальный состав
По данным переписи 2002 года:
| национальность | человек | %     |
| -------------- | ------- | ----- |
| русские        | 3 500   | 35.81 |
| эвенки         | 2 345   | 23.99 |
| якуты          | 2 271   | 23.23 |
| украинцы       | 663     | 6.78  |
| эвены          | 607     | 6.21  |
| другие         | 389     | 3.98  |

## Муниципально-территориальное устройство
Булунский улус, в рамках организации местного самоуправления в муниципальном районе, включает 7 муниципальных образований, в том числе 1 городское поселение и 6 сельских поселений (наслегов):
| № | Муниципальное образование                   | Административный центр | Количество населённых пунктов | Население (чел.) | Площадь (км²) |
| - | ------------------------------------------- | ---------------------- | ----------------------------- | ---------------- | ------------- |
| 1 | посёлок Тикси                               | пгт Тикси              | 1                             | ↗4440            | 14 595,39     |
| 2 | Борогонский наслег                          | село Намы              | 1                             | ↗525             | 18 261,73     |
| 3 | Булунский эвенкийский национальный наслег   | село Кюсюр             | 2                             | ↗1225            | 37 290,17     |
| 4 | Быковский эвенкийский национальный наслег   | село Быковский         | 1                             | ↘513             | 52 089,99     |
| 5 | Сиктяхский наслег                           | село Сиктях            | 1                             | ↘280             | 50 753,66     |
| 6 | Тюметинский эвенкийский национальный наслег | село Таймылыр          | 3                             | ↗773             | 33 933,62     |
| 7 | Хара-Улахский национальный наслег           | село Найба             | 1                             | ↗473             | 16 657,99     |

### Населённые пункты
В Булунском улусе 10 населённых пунктов.
| №  | Населённый пункт | Тип  | Население | Муниципальное образование                   |
| -- | ---------------- | ---- | --------- | ------------------------------------------- |
| 1  | Быковский        | село | ↘513      | Быковский эвенкийский национальный наслег   |
| 2  | Кюсюр            | село | ↘1072     | Булунский эвенкийский национальный наслег   |
| 3  | Найба            | село | ↗473      | Хара-Улахский национальный наслег           |
| 4  | Намы             | село | ↗525      | Борогонский наслег                          |
| 5  | Сиктях           | село | ↘280      | Сиктяхский наслег                           |
| 6  | Склад            | село | ↘6        | Тюметинский эвенкийский национальный наслег |
| 7  | Таймылыр         | село | ↗769      | Тюметинский эвенкийский национальный наслег |
| 8  | Тикси            | пгт  | ↗4440     | посёлок Тикси                               |
| 9  | Усть-Оленёк      | село | ↘11       | Тюметинский эвенкийский национальный наслег |
| 10 | Чекуровка        | село | →0        | Булунский эвенкийский национальный наслег   |

### Упразднённые населённые пункты
- Полярка, Тит-Ары

## Экономика

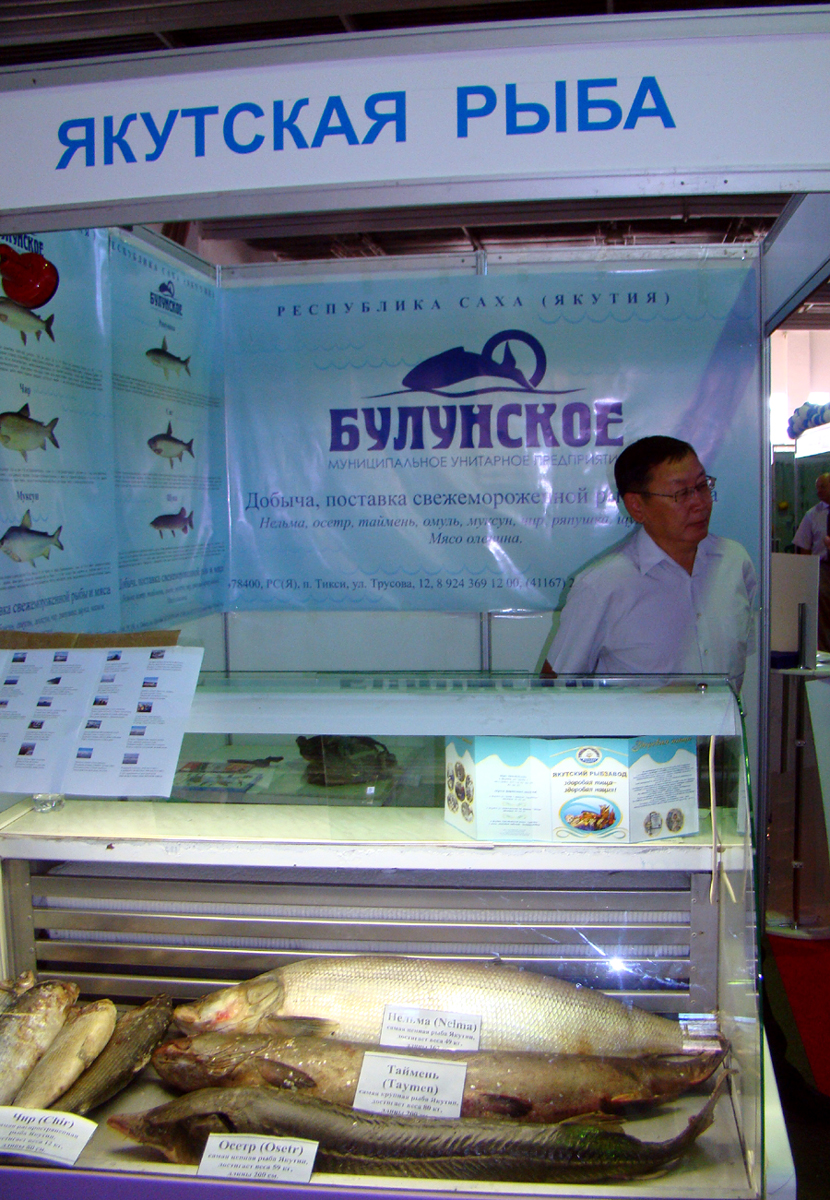
Стенд МУП Булунское на рыбохозяйственной выставке

Главной отраслью района является сельское хозяйство, которое представлено оленеводством, рыбным и пушным промыслами. В улусе сосредоточено 7,6 % поголовья оленей республики. В районе имеются совхозы, крестьянские хозяйства, родовые общины.

### Транспорт
В Тикси действуют аэропорт и морской порт на Северном морском пути.
Речные пристани на Лене — Сиктях, Кюсюр и Тит-Ары; на Оленьке — Усть-Оленёк и Таймылыр.

## Палеонтология
- В районе реки Хорбусуонки (приток реки Оленёк) находятся уникальные докембрийские геологические разрезы. В хатыспытской свите обнаружено местонахождение ископаемых эдиакарских (вендских) организмов, живших на Земле более 500 млн лет назад, с уникальной сохранностью мягких тканей[29][30][31].
- На острове Котельный находятся остатки вымерших животных (карликового мамонта[32][33] и др.). На фрагментах бивней одного из мамонтов в 2019 году были обнаружены следы обработки, оставленные древним человеком[34]. В честь руководителя экспедиции находку назвали «Мамонтом Павлова»[35]. Учёные обнаружили порезы и царапины на рёбрах, второй лопатке, на лобной и затылочной частях черепа. 20 тыс. лет назад, когда человек разделал мамонта Павлова, Котельный был не островом, а соединялся с материком[36]. На ещё одном ребре мамонта обнаружены следы ножа и зажившая рана с кончиком наконечника дротика[37].